# Houkov
Houkov (německy Haukhof) je osadaa část obce Helvíkovice v okrese Ústí nad Orlicí. Nachází se asi 2,5 km na severovýchod od Helvíkovic. Houkov leží v katastrálním území Helvíkovice o výměře 10,73 km².

## Historie
První písemná zmínka o vesnici pochází z roku 1776.